# François Simon (Radsportler)
François Simon (* 28. Oktober 1968 in Troyes) ist ein ehemaliger französischer Radrennfahrer. Er ist der jüngere Bruder von Régis, Pascal und Jérôme Simon, alle drei ebenfalls ehemalige Radprofis.
François Simon nahm zwischen 1993 und 2002 zehnmal in Folge an der Tour de France teil. Dort erreichte er seine beste Platzierung 2001 als Sechster im Gesamtklassement. Damals gelang es auf der achten Etappe einer Gruppe von 13 Fahrern – unter ihnen Simon – über 30 Minuten auf das Hauptfeld herauszufahren. Nach der zehnten Etappe erhielt er im Zielort L’Alpe d’Huez das Gelbe Trikot des Führenden und hatte zu diesem Zeitpunkt noch über 20 Minuten Vorsprung auf den späteren Toursieger Lance Armstrong. Simon zeigte sich kämpferisch und verteidigte das Gelbe Trikot noch nach einem Einzelzeitfahren und der ersten Pyrenäenetappe, wurde aber auf der 13. Etappe von den Favoriten eingeholt.

## Erfolge
1992
- eine Etappe Giro d’Italia
- eine Etappe Tour du Poitou-Charentes
- zwei Etappen Tour de l’Avenir

1993
- Gesamtwertung und eine Etappe Tour du Poitou-Charentes

1996
- eine Etappe Circuit Cycliste Sarthe
- eine Etappe Critérium du Dauphiné Libéré

1999
- Französischer Meister – Straßenrennen

2000
- eine Etappe Paris–Nizza